# حمدي البنبي
حمدي البنبي (4 أكتوبر 1935 - 11 أغسطس 2016) تولى وزارة البترول والثروة المعدنية المصرية في عام 1991. ولد في 4 أكتوبر 1935 في قرية شنوان في محافظة المنوفية وتوفي في 11 أغسطس 2016. تخرج قي كلية الهندسة قسم البترول جامعة القاهرة عام 1958.

## حياته المهنية
- في عام 1960 أوفدته الدولة إلى الاتحاد السوفيتي حيث نال دبلومة الدراسات العامة قي هندسة اقتصاديات البترول من جامعة موسكو.
- في عام 1961 سافر إلى أمريكا للحصول على الدكتوراه وأثناء دراسته تدرب قي عده مراكز وشركات للبترول.
- بدأ حياته العملية قي عام 1963 مهندس إنتاج بالشركة الشرقية للبترول لمدة ثلاث سنوات.
- في عام 1966 عمل مدرساً بكلية الهندسة جامعة الأزهر قسم البترول.
- في عام 1968 عمل لمدة تسع سنوات بشركة بترول الصحراء الغربية (ويبكو) وتدرج قي وظائفها مساعداً ممتازاً لكبير مهندسيها ثم مديراً عاماً للإدارة العامة للعمليات.
- عمل رئيساً لمجلس إدارة شركة بترول خليج السويس (جابكو) وعضواً منتدباً لها عام 1977 لمدة 11 عاماً.
- في عام 1988 تولى رئاسة الهيئة المصرية العامة للبترول لمدة ثلاث سنوات.
- في 20 مايو عام 1991 تولى منصب وزير البترول.
- أول من دعا لاستخدام الغاز الطبيعى كوقود قي السيارات والتوسع قي مد شبكاته إلى مختلف المدن.. لاستخدامه قي المنازل وبدأ تطبيقه قي استخدامات جديدة كالتكييف.